# Таунсенд (гора)

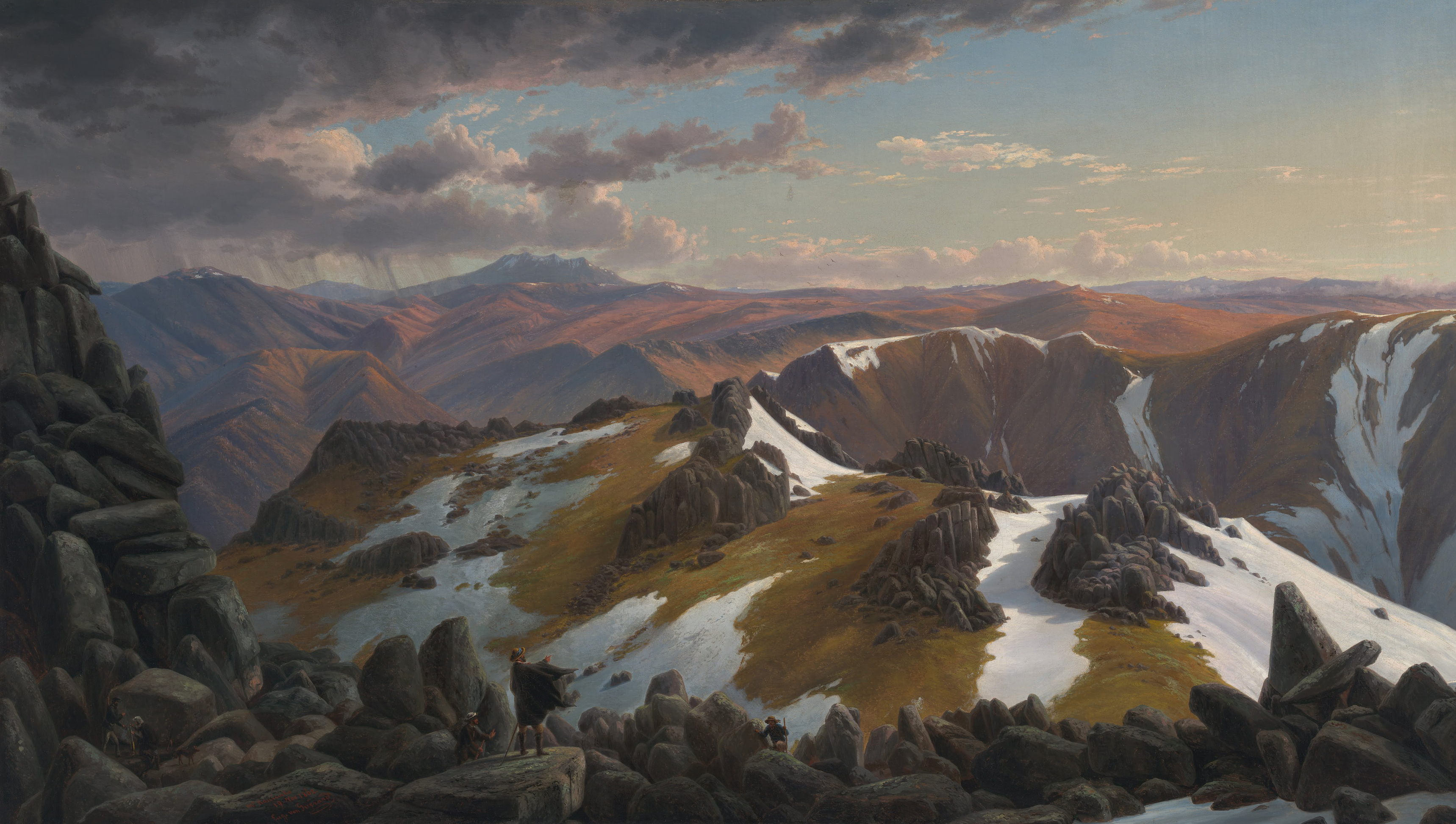
Картина гори Таунсенд
(1863)

Таунсенд англ. Mount Townsend — гора в Австралії. Розташована в гірській системі Снову (Снігові гори), в Австралійських Альпах на території національного парку Косцюшко. Висота гори — 2209 м над рівнем моря (2-га за висотою гора в Австралії).

## Географія
Австралійські Альпи були відкриті в 1839 році польським дослідником Павлом Едмундом Стшелецьким. Найвищій горі цієї гірської системи він дав назву Косцюшко. Але, після пізніших досліджень було встановлено, що гора, названа Таунсенд, насправді була вищою. Крім того у неї були крутіші схили, і тому вона була більше схожа на гірську вершину. І в данину поваги до вченого-дослідника Стшелецького і польського полководця Тадеуша Костюшка, влада Нового Південного Уельсу перейменувала гору Косцюшко в Таунсенд, а Таунсенд в Косцюшко.
Сьогодні в Австралії існує традиція: хто піднімається на гору Таунсенд, бере біля її підніжжя камінь і несе його нагору, а на вершині залишає, роблячи тим самим суперницю гори Косцюшко трохи вищою.